# Skriftarassari
Skriftarassari (Pteroglossus inscriptus) är en fågel i familjen tukaner inom ordningen hackspettartade fåglar.

## Utseende
Skriftarassari är en liten tukan med mestadels mörk ovansida och helt gul undersida. Ovan ögat syns bar blå hud och på näbben svarta teckningar som ritat med en penna, därav namnet. 

## Utbredning och systematik
Skriftarassari delas in i två underarter med följande utbredning:
- Pteroglossus inscriptus humboldti – förekommer i västra Amazonområdet från södra Colombia österut (norr om Amazonfloden) till Rio Negros utlopp, söderut till nordvästra Bolivia och österut (söder om Amazonfloden) till Madeirafloden
- Pteroglossus inscriptus inscriptus – förekommer från Amazonområdet i Brasilien söder om Amazonfloden och öster om Madeirafloden, söderut till östra Bolivia och österut till Maranhão och nordvästra Piauí; även i nordöstra Brasilien i Pernambuco and Alagoas

Sedan 2014 urskiljer Birdlife International och naturvårdsunionen IUCN humboldti som den egna arten "humboldtarassari".

## Levnadssätt
Skriftarassari hittas i låglänta skogar och skogsbryn, upp till förbergen i Anderna. Den ses vanligen i par eller smågrupper i trädtaket, ofta sittande synligt på en bar gren eller födosökande i ett fruktbärande träd.

## Status
IUCN bedömer hotstatus för underarterna (eller arterna) var för sig, båda som livskraftiga.